# Perses (filho de Hélio)
Perses, na mitologia grega, foi um filho do deus Hélio.
Perses era filho de Hélio e Perseis; Hélio era filho dos titãs Hipérion e Teia, e Perseis era filha de Oceano e de Tétis. Hélio e Perseis tiveram vários filhos, entre os quais Eetes, Circe,  Perses e Pasífae, que se casou com o rei Minos de Creta. Hélio com a Oceânide Clímene teve sete filhas, as Helíades, e um filho, Faetonte; Higino também dá uma versão alternativa na qual Faetonte é neto de Hélio.
Perses e seu irmão Eetes, filho de Hélio, reinavam, respectivamente, no Quersoneso da Táurida e na Cólquida, e eram reis extremamente cruéis. Hécate, filha de Perses, ultrapassava seu pai em ousadia e desrespeito às leis, gostava de caçar, e, quando não conseguia caçar as bestas, caçava seres humanos. Ela era especialista em venenos, e descobriu uma droga chamada aconite. Hécate testava os venenos nos estrangeiros, e matou, por envenenamento, seu pai Perses, sucedendo-lhe no trono e fundando um tempo de Ártemis onde eram sacrificados todos os estrangeiros.
Eetes casou-se com Eidia, uma oceânide, e eles tiveram Medéia, Calcíope e Absirto. Quando Medéia retorna à Cólquida, o encontra desprovido de seu reino, tomado por Perses. Assim, Medéia mata o tio e restitui o trono à seu pai.